# Polymerase

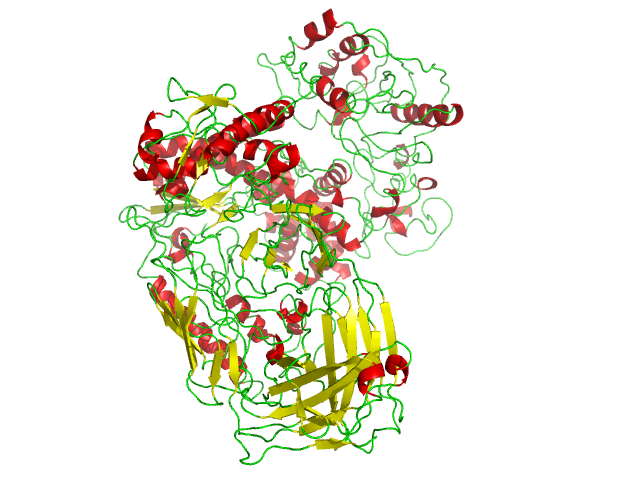
Structuur van Taq-DNA-polymerase

Een polymerase is een enzym (EC 2.7.7.6/7/19/48/49) dat lange ketens of polymeren van aminozuren of nucleotiden synthetiseert. DNA-polymerase en RNA-polymerase worden gebruikt bij het samenstellen van DNA- en RNA-moleculen, respectievelijk door bij het kopiëren van een DNA- of RNA-templatestreng gebruik te maken van basenparing interacties.
Er zijn ook polymerasen, die geen template nodig hebben, zoals het poly-A-polymerase (PAP), dat de poly-A-staart aan een mRNA-molecuul vastmaakt. Terminale-deoxynucleotidyl-transferase (TdT) is een DNA-polymerase, die ook geen template nodig heeft.
Een polymerase van de thermofiele bacterie, Thermus aquaticus (Taq) (PDB 1BGX, EC 2.7.7.7) wordt gebruikt bij de polymerasekettingreactie (PCR).
| Type                            | Afkorting | Uitgangsmolecuul → product | Functie                          |
| ------------------------------- | --------- | -------------------------- | -------------------------------- |
| DNA-afhankelijke DNA-polymerase | DDDP      | DNA → DNA                  | Replicatie                       |
| RNA-afhankelijke DNA-polymerase | RDDP      | RNA → DNA                  | Reverse-transcriptie             |
| DNA-afhankelijke RNA-polymerase | DDRP      | DNA → RNA                  | Transcriptie                     |
| RNA-afhankelijke RNA-polymerase | RDRP      | RNA → RNA                  | Replicatie van vele RNA-virussen |
| onafhankelijke RNA-polymerase   |           | → RNA                      |                                  |
| onafhankelijke DNA-polymerase   |           | → DNA                      |                                  |

## Bekende polymerasen
- DNA-polymerase voor de deling van DNA
  - DNA-polymerase I
  - DNA-polymerase II
  - DNA-polymerase III holo-enzyme
  - DNA-polymerase IV (DinB) – SOS-repair-polymerase
  - DNA-polymerase V (UmuD'2C) - SOS-repair-polymerase
- RNA-polymerase voor de transcriptie van DNA naar RNA
  - RNA-polymerase I
  - RNA-polymerase II
  - RNA-polymerase III
  - T7 RNA-polymerase
- Terminale-deoxynucleotidyl-transferase (TDT)
- Reverse-transcriptase